# Parc du Colorado
Pour les articles homonymes, voir Colorado (homonymie).
Le parc du Colorado est un grand espace naturel de l'île de La Réunion, département d'outre-mer français dans le sud-ouest de l'océan Indien. Il est situé au sommet du lieu-dit La Montagne, sur le territoire communal de Saint-Denis, à environ 650 mètres d'altitude. 
C'est le point de départ de nombreuses randonnées à pied ou à cheval, de courses à pied, à VTT, etc. Il est également connu pour son parcours de golf et sa station météorologique de haute technologie. Le parc du Colorado est notamment le lieu du cross annuel des collèges de La Montagne et surtout du trail du Colorado. Le champion de VTT descente réunionnais Florent Payet s'y entrainait régulièrement.

## Radar météorologique
Météo-France a été mandatée en 1993 par l’Organisation Météorologique Mondiale (OMM) pour ouvrir le Centre météorologique régional spécialisé cyclones de La Réunion (CMRS) couvrant la zone d'avertissements du sud-ouest de l’océan Indien. Dans le cadre de cette responsabilité, il a alors été décidé d’installer, un radar météorologique Doppler de longueur d'onde de 10 cm à La Réunion pour remplacer celui plus ancien du site antérieur du Chaudron afin de mieux prévenir l'île de l'approche des cyclones tropicaux.
C'est au sommet du parc du Colorado, à une altitude de 746 m (20° 54′ 42″ S, 55° 25′ 19″ E), que le radar a été installé. Cependant, le 22 janvier 2002, lors du passage au nord de l’île du cyclone tropical Dina, il a été lourdement endommagé par les vents et a dû être reconstruit. Ce dernier a été aussi mis hors-circuit entre mai et octobre 2022 pour des travaux de remplacement par un radar en bande S, à double polarisation pour une meilleure précision de détection. À cause du relief montagneux, sa portée est limitée vers le sud et un autre radar a été construit en 2011 au Piton de Villers.